# 395 TCN
395 TCN là một năm trong lịch La Mã.